# 퓌죄 급수
대수학과 해석학에서 퓌죄 급수(영어: Puiseux series)는 분수 지수를 가질 수 있는, 멱급수의 일반화이다.

## 정의
표수가 0인 체 {\displaystyle K}에 대하여, {\displaystyle K}값의 계수를 갖는 형식적 퓌죄 급수체 {\displaystyle {\overline {K((x))}}}는 다음과 같은 꼴의 급수들의 체이다.
{\displaystyle \sum _{i=k}^{\infty }a_{i}x^{i/n}}
여기서 {\displaystyle k\in \mathbb {Z} }는 (음수일 수 있는) 정수이며, {\displaystyle n\in \mathbb {Z} ^{+}}은 양의 정수이다. 즉,
{\displaystyle {\overline {K((x))}}=\bigcup _{n\in \mathbb {Z} ^{+}}K(x^{1/n})}
이다.

## 성질
퓌죄 정리(영어: Puiseux’s theorem)에 따르면, 표수가 0인 대수적으로 닫힌 체 {\displaystyle K}에 대하여, 형식적 퓌죄 급수체 {\displaystyle {\overline {K((x))}}}는 형식적 로랑 급수의 체 {\displaystyle K((x))}의 대수적 폐포이다. 이 정리는 오직 표수 0에서만 성립한다.

## 역사
아이작 뉴턴이 1676년에 발견하였다. 이후, 빅토르 퓌죄(프랑스어: Victor Puiseux)가 1850년에 재발견하였다.

## 같이 보기
- 로랑 급수
- 파데 근사